# Hebrew Roots
Hebrew Roots est un mouvement religieux du christianisme évangélique américain datant des années 1990. Il s'inscrit dans le courant du « judaïsme messianique », au même titre que le Sacred Name Movement et la Worldwide Church of God. S'appuyant sur les racines juives du christianisme, il propose une spiritualité qui s'inspire de ces deux religions et ne fait partie ni du judaïsme ni du christianisme.
Aux États-Unis et dans une moindre mesure dans d'autres pays, s'est développé ce mouvement religieux appelé Hebrew Roots, ou Hebrew Roots Awakening, qui prône le retour et l'adhésion au premier siècle en cherchant une meilleure compréhension de la culture, l'histoire et la toile de fond religio-politique de cette époque qui a conduit, selon lui, à la séparation de la communauté juive entre ce qu'il estime être d'une part les juifs (observants) et d'autre part, les chrétiens (accomplissants).

## Histoire
Depuis le début du XXe siècle, différentes organisations religieuses issues du christianisme évangélique et appartenant au « judaïsme messianique » ont enseigné la croyance en Yeshua (Jésus) en tant que rédempteur et sauveur de l'humanité de sa propre nature pécheresse et d'un mode de vie conforme à la Torah, au Sabbat et aux fêtes annuelles (ou moedim, jours saints). Le « judaïsme messianique » apparaît en 1916, le Sacred Name Movement (SNM) en 1937 et l'Église mondiale de Dieu (WCG) dans les années 1930, et plus tard le Hebraic Roots Movement. Jusqu'ici, la WCG a eu le plus grand impact sur toutes les organisations qui enseignent ces croyances, y compris l'obéissance à une grande partie de la loi de l'Ancien Testament, à l'échelle national et international jusqu'en 1994-1995 environ. Quelques années après la mort de son fondateur, Herbert W Armstrong, en 1986, l'administration ecclésiastique qui lui a succédé modifia les doctrines et les enseignements de la dénomination afin d’être compatible avec le christianisme évangélique, tandis que de nombreux membres et ministres ont quitté et formé d'autres églises qui sont restées conformes à une majorité, mais pas tous, des enseignements d'Armstrong. En conséquence, la WCG a engendré de nombreux groupes dissidents avec la plupart de ces nouvelles églises adoptant des noms portant le terme "Église de Dieu" (COG - Church Of God) et conservant le système de croyances développé par Armstrong.
En revanche, Hebrew Roots est un mouvement de base sans superstructure ecclésiastique et n’adhère pas au système de croyances de la COG, ni au judaïsme messianique, ni au SNM,[réf. nécessaire] bien qu’il existe des points communs. Un certain nombre de leurs fondateurs ont commencé à enseigner la nécessité de respecter le sabbat du 7ème jour, d'observer les fêtes annuelles et d'obéir aux commandements de l'Ancien Testament bien des années avant que ces sujets soient enseignés et acceptés par certains dans les églises chrétiennes[réf. nécessaire]. Ces premiers enseignants sont William Dankenbring (1964) et Dean Wheelock (1981) qui avaient déjà été associés à différentes Églises de Dieu, Joe Good (1978) et Brad Scott (1983). La curiosité de Batya Wootten au sujet de la majorité des Gentils (Goys) dans de nombreuses congrégations juives messianiques a abouti à la publication de son premier livre sur les deux maisons d'Israël en 1988. Plus tard, en 1998, elle a publié un livre intitulé Who is Israel (Qui est Israël) renommé dans sa 4ème édition en Redeemed Israel (Israël Racheté).
En 1994, Dean et Susan Wheelock ont posé en fédérale leur marque Hebrew Roots®, après quoi ils ont commencé à publier le magazine Hebrew Roots® en avril / mai 1998, puis plus tard le website Hebrewroots.net. Le but de ce groupe est « explorer les racines hébraïques dans une Unique Foi Délivrée », des « racines » qui remontent non seulement à Yeshua et aux Talmidim (apôtres), mais également aux Nazaréens du premier siècle et finalement, aux Hébreux originaux (Ivrit), Abraham et sa descendance, qui furent les premiers à "traverser" (ce que signifie "hébreu" dans la langue hébraïque). Ceux qui continuent cette marche hébraïque recherchent l'histoire, la culture et la foi des croyants du premier siècle qui, comme Abraham et Moïse, obéirent à la voix de Dieu, à ses ordres, ses commandements, ses statuts et ses charges (Gn 26: 5). Les 41 000 confessions chrétiennes croient communément qu'une telle obéissance (à savoir les 613 mitsvot de la Torah) n'est plus nécessaire.
Le mouvement Hebrew Roots a commencé à émerger comme un phénomène distinct au milieu des années 1990 (1993-1996). En 1997, Dean Cozzens de Open Church Ministries (Colorado Springs, CO) a publié une prophétie intitulée "Le Mouvement Hébreu", qui révélait que Dieu avait prévu quatre grands mouvements pour le XXe siècle : le pentecôtisme, la guérison de la foi, le mouvement charismatique et enfin le mouvement Hebrew Roots. Dans cette prophétie, ce dernier est "l'étape finale de l'autonomisation" avant le retour du Christ. Plusieurs ministères de racines hébraïques préfèrent maintenant utiliser le terme Awakening, éveil, au lieu de « mouvement » qui a été largement utilisé depuis les années 1960 pour définir les mouvements à orientation politique.
Le mouvement / L'éveil s'est accéléré ces dernières années principalement en raison d'un changement au sein de la communauté juive messianique. Le mouvement Hebrew Roots et quelques groupes messianiques divergent sur la question de la théologie de la loi unique (une loi pour les nés et les passants, cf. Nombres 15:16) auxquels Hebrew Roots souscrit, mais que certains groupes messianiques nient. Tim Hegg, un enseignant de Hebrew Roots, a répondu à cette question en défendant ce qu'il croit être l'enseignement biblique de la théologie "une unique loi" et ses implications concernant les obligations de l'obéissance de la Torah pour les nouveaux croyants messianiques des nations. Les différences entre « Deux Maisons » et « une Unique Loi » ont affecté les musiciens qui ont été bien accueillis par les bourses Hebrew Roots, malgré leurs croyances: "... de nombreux artistes juifs messianiques fortement influencés par des organisations telles que la MJAA et l'UMJC se sont fait dire par leurs dirigeants qu'ils ne se présenteront jamais à un événement MIA, ils ne pourront plus jouer avec eux ".

## Croyances
[réf. nécessaire]
- L'Ancien et le Nouveau Testament sont tous deux considérés comme des livres saints. La Torah sert de base à toute compréhension et interprétation ultérieures des Écritures[1] . Une distinction fondamentale de Hebrew Roots est la manière dont les Écritures sont traduites et interprétées afin que les témoignages ultérieurs (en particulier le Nouveau Testament, ou "Brit Chadashah") n'entrent pas en conflit avec les commandements de la Torah. Les membres du mouvement pensent que Yeshua, le Messie, n'est pas venu pour établir une nouvelle religion ou pour « abolir » la loi de Moïse, mais pour préciser que la loi orale juive n'était pas d'origine divine.
- Le salut provient de la croyance en Yeshua, le Messie, en tant que sauveur personnel, et non du commandement et de l'observation de la Torah; Cependant, les croyants sont récompensés pour leurs fruits, leurs œuvres et leur obéissance. Les fidèles croient que le péché viole la Torah (cf. 1 Jean 3: 4). Toutes les lois de pureté telles que les restrictions alimentaires et l'observance du sabbat sont dans la Torah. C'est donc un péché de ne pas observer le sabbat et de manger les animaux interdits, entre autres lois sociales et religieuses. Selon certains fidèles du mouvement, [réf. nécessaire], ceux qui sont vraiment nés de Dieu ne continuent pas dans le péché (cf. 1 Jean 3: 9), donc, si vous êtes indifférent à l'observance du sabbat ou du respect des restrictions alimentaires, vous n’êtes pas vraiment né de Dieu[réf. nécessaire].
- La loi orale juive (le Talmud) ne forme pas des exigences bibliques auxquelles il faut obéir, mais elle permet de mieux comprendre comment certains ont appliqué les Écritures à la vie pratique. Les traditions d'origines païennes, telles que Noël, adoptées par le judaïsme et/ou le christianisme doivent être évitées.
- Les lois de l'Ancien Testament et de la Torah et les enseignements du Nouveau Testament doivent être observées à la fois par les Juifs et les Gentils (prosélytes).
- La langue hébraïque est généralement étudiée car elle amplifie la compréhension du texte scripturaire.
- Contrairement aux Américains traditionnels[12], les fidèles du mouvement étudient activement les Écritures, ainsi que l'histoire, la foi et la culture des premier et deuxième siècles, pour comprendre comment le christianisme traditionnel s'est écarté de ses racines hébraïques.
- Les dates fixées ou moedim énumérées dans Lévitique 23, y compris le Sabbat du 7ème jour et les jours de fête, préfigurent les 1ère et 2ème venues du Messie et le plan du salut du monde par le Créateur.

### Fêtes juives
La Fête de la Dédicace | Hanukkah et la Fête des Lots | Pourim peuvent être considérées comme fête nationale (comme le 4 juillet, jour de l'indépendance des USA ) et est généralement expliqué au cours de la période féstivale. Ils peuvent être observés ou non, car ils ne sont pas recommandés par la Torah.

### Christologie
Il n'y a pas de christologie unifiée dans le mouvement Hebrew Roots. Il n'est pas rare de trouver parmi ses croyants des gens qui rejettent la notion de Yeshua comme Dieu incarné dans la chair. Selon certains membres du mouvement, la " notion de " Trinité " ou de tout autre enseignement du Messie " Dieu incarné dans la chair " est une violation fondamentale de cette compréhension claire du Seul et Unique du vrai Dieu ". Selon d'autres, confondre Yeshua comme étant Dieu est " équivalent à briser la première des dix Paroles" (Dix commandements).

### Autres croyances
Les enseignants mettent l'accent sur l’adoption par tous les chrétiens de la foi d’Abraham souvent appelée dans la Bible comme la "Maison d’Israël" unifiée (« Leviticus 10:6 »), (« Jeremiah 37:11 »), (« Ezekiel 39:25 »), (« Romans 11:13-26 »), (« Ephesians 2:10-14 »). Cette "Maison d'Israël" unifiée est composée de Juifs et de non-Juifs qui maintiennent leur foi en Yeshua le Messie et maintiennent une adhésion dirigée par l'Esprit à la Torah, l'enseignement et l'instruction de Dieu, en tant que mode de vie fondé sur la foi et l'amour.
Les adeptes de Hebrew Roots croient que les chrétiens possèdent le "témoignage de Jésus", mais ils observent souvent innocemment moins de commandements que prévu (« 1John 1:9 »), selon l'idée erronée selon laquelle Yeshua est mort pour abolir la Torah, abolissant ainsi toute exigence de "garder" ou "conserver", ce qui est contraire à l'Écriture.
Le mouvement met l'accent sur l'achèvement de la "Maison d'Israël" unifiée à Yeshua, qui comprend à la fois des Juifs et des non-Juifs. Ses fidèles croient qu'ils sont cohéritiers et membres égaux du peuple élu du Dieu d'Israël par le sang du Messie et que le fait de revenir à l'état d'esprit du Ier siècle offre un aperçu plus profond et plus authentique des idiomes hébraïques du Nouveau Testament (qui sont souvent brouillés après leur traduction en grec), qui fournit une compréhension culturelle plus profonde de l’Écriture. Il est également important de mieux comprendre la dispersion des tribus d’Israël et le futur rassemblement de ces tribus selon les prophéties de l’Écriture.
Certaines congrégations encouragent l'utilisation des noms sacrés basées sur l'hébreu, mais il s'agit généralement d'une emphase mineure.

### L'accomplissement
Cette partie du mouvement n'enseigne pas le retour à la loi tel qu'il était dispensé par les scribes que Jésus a réprimandés comme étant des hypocrites. Ces croyants interprètent la "loi" comme se rapportant à la Torah, et non à la loi orale juive. En accomplissement la loi, Jésus a enseigné aux chrétiens de ne pratiquer que les dix commandements et les fêtes du Seigneur qui constituent "l'année agréable du Seigneur" dans son discours inaugurant son ministère terrestre personnel.
Cette distinction principale entre les deux groupes est que les fidèles du mouvement comprennent le mot "accomplir" (playroo G4137), trouvé dans Matthieu 5:17, comme signifiant "remplir" de sens. Celui-ci est en opposition avec "détruire" (kataluo G2647) qui se trouve plus tôt dans le même verset. Accomplir signifie également placer les commandements de Dieu "sur une base plus ferme en les interprétant correctement en fonction de la volonté ultime de Dieu telle qu'Il l'a conçue à l'origine pour que ses commandements soient obéis", et ne soient pas abandonnés ou "éliminés" par l'œuvre expiatoire de Jésus-Christ, comme le définissent ces fidèles.
Les deux groupes se composent de personnes d'origines religieuses différentes et le mouvement enseigne l'adhésion aux lois saines de la Torah, mais non les parties de la Torah qui, selon lui, ont été abandonnées par Jésus.

## Critiques
Certains désignent le mouvement Hebrew Roots comme étant un groupe de cultes non chrétiens et non juifs,,.
Le mouvement a été accusé d'avoir répété l'hérésie des judaïsants (ceux du Nouveau Testament qui cherchaient à forcer les Gentils convertis au christianisme à adhérer à la Torah mosaïque).